# Текеогуллары

Бейлики Малой Азии

Текеогуллары́ (осман. تكه اوغللری‎, тур. Tekeoğulları, Teke) — ветвь династии Хамидогуллары, управлявшая южной частью бейлика Хамадогуллары на побережье Средиземного моря в районе Анталии. В конце XIV- начале XV веков часть бейлика, оставшаяся независимой, стала носить название бейлик Текеогуллары или бейлик Теке по названию территории.

## История изучения
И. Узунчаршилы показал, что династия Текеогулларов — это просто ветвь Хамидогулларов, правившая в части бейлика. Источниками для утверждения историка стали обнаруженные надписи на сооружениях и сочинения современных событиям мамлюкских историков. До этого историки считали Текеогулларов отдельной династией анатолийских беев, а Анталию называли столицей бейлика Текеогуллары. Историки вслед за Узунчаршилы называют Текеогулларов «Анталийской ветвью Хамидогулларов» (Hamîdoğulları'nın Antalya şubesi), или «Анталийскими Хамидогулларами» (Antaliya Hamid oğulları). К. Босуорт называл Текеогулларов «ветвью Хамидогулларов в Анталии». В. Запорожец, описывая территорию Хамидидов, включал в неё и Анталию и считал южной границей бейлика «побережье Средиземного моря протяжённостью более 250 км, в центре которого находился город Анталья». И. Петросян полагала, что «Теке — это название одной из областей тюркского бейлика, владетелями которого являлись представители династии Хамид огуллары». Согласно Д. Еремееву и М. Мейеру, бейлик Теке был частью бейлика Xамидогуллары.

## История
В период между 1316 и 1318 годами Дюндар-бей Хамидид захватил Анталию и, согласно тюркской традиции, оставил правителем города своего родственника — брата Юнуса, потомки которого правили в регионе до 1423 года. Ни в одном из источников, связанных с историей и исторической географией сельджуков и бейликов, названия региона Теке или Теке-эли ранее периода правления внука Юнуса, Мубаризэддина Мехмеда-бея, не упоминается. Вероятно, именно тогда оно и стало использоваться. По словам Узунчаршилы, именно в это время эту часть бейлика стали назавать бейликом Текеогуллары. С «беем Теке» Кипрское королевство вело войну за Аланию (1361—1373).
Возможно название области Теке-эли (а правителя региона — Теке-бей или Такка-бей) связано с тем, что в начале XIII века в район Анталии сельджуки поселили туркменское племя теке.
В надписях на сооружениях в Анталии Мехмед-бей называется великим султаном. Тем не менее, описывая одно из столкновений киприотов и солдат Теке, Леонтий Махера писал: «среди них [нападавших] был великий эмир, родственник Теке Бея», называя великим эмиром Ильяса Хамидида. Точное время, когда потомки Юнуса стали независимы от потомков Дюндара, неизвестно. Д. Еремеев и М. Мейер относили начало существования независимого от Хамидидогуллары бейлика Текеогуллары к концу XIV века.
Когда в 1387 году Мурад I победил Алаэддина-бея Караманида и захватил Бейшехир, он даже не отправился в район Теке. Ему сообщили, что бей Теке настроен враждебно, но он «бедный человек всего с двумя городами, и не стоит тратить на него силы». К этому моменту северная часть бейлика со столицей в Эгридире перестала существовать, остался только осколок анталийской части владений Хамидидов. Время аннексии бейлика Теке Баязидом точно не известно. Историки называли различные 794 (1392) год и 1397-99 годы.
В 805 (1402) году после битвы при Анкаре последний представитель Текеогулларов, Осман, правил в бейлике Текеогуллары, который прекратил существование в 1423 году после смерти Османа.

## Представители ветви Текеогуллары
| №                   | Имя                                                         | Начало правления  | Конец правления   |
| ------------------- | ----------------------------------------------------------- | ----------------- | ----------------- |
| 1.                  | Юнус                                                        | 1316/1318         | до 1326           |
| 2.                  | Махмуд                                                      | до 1326           | 1327              |
| 3.                  | Хызыр                                                       | 1327              | после 1332/33     |
| 4.                  | Дади                                                        | ?                 | ?                 |
| 5.                  | Мубаризеддин Мехмед (Кучук Мехмед, Такка-бей, Зинджиркиран) | до 1361           | между 1377 и 1381 |
| 6.                  | Осман                                                       | между 1377 и 1381 | 1391-1400         |
| 7.                  | Мустафа                                                     | ?                 | ?                 |
| османская оккупация | османская оккупация                                         | 1391 — 1400       | 1402              |
| 6.                  | Осман                                                       | 1402              | 1423              |
| османская оккупация | османская оккупация                                         | 1423              |                   |